# Jean-Baptiste Greuze

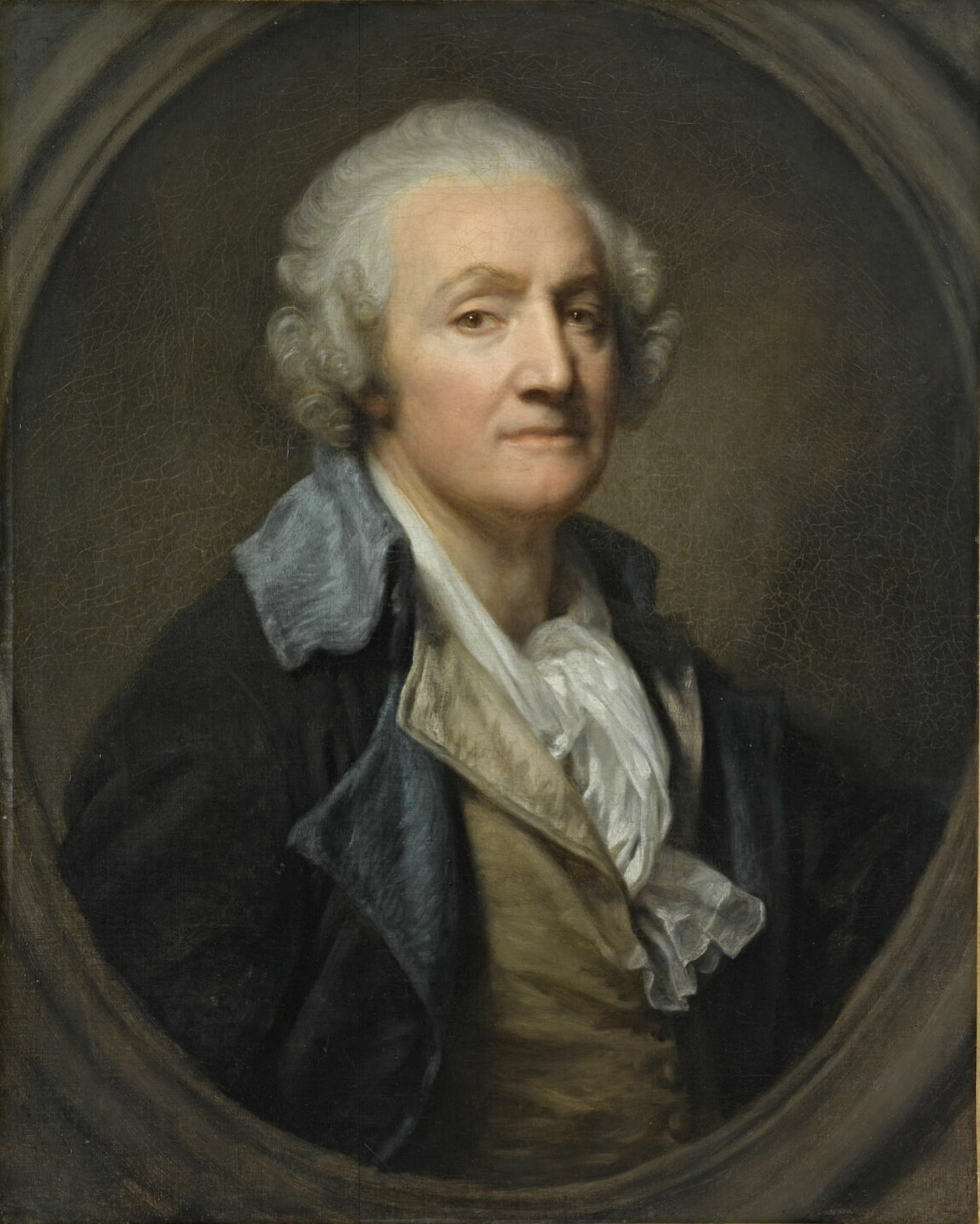
Selbstporträt (ca. 1785), Musée du Louvre

Jean-Baptiste Greuze (* 21. August 1725 in Tournus (Saône-et-Loire); † 21. März 1805 in Paris) war ein französischer Maler.

## Leben

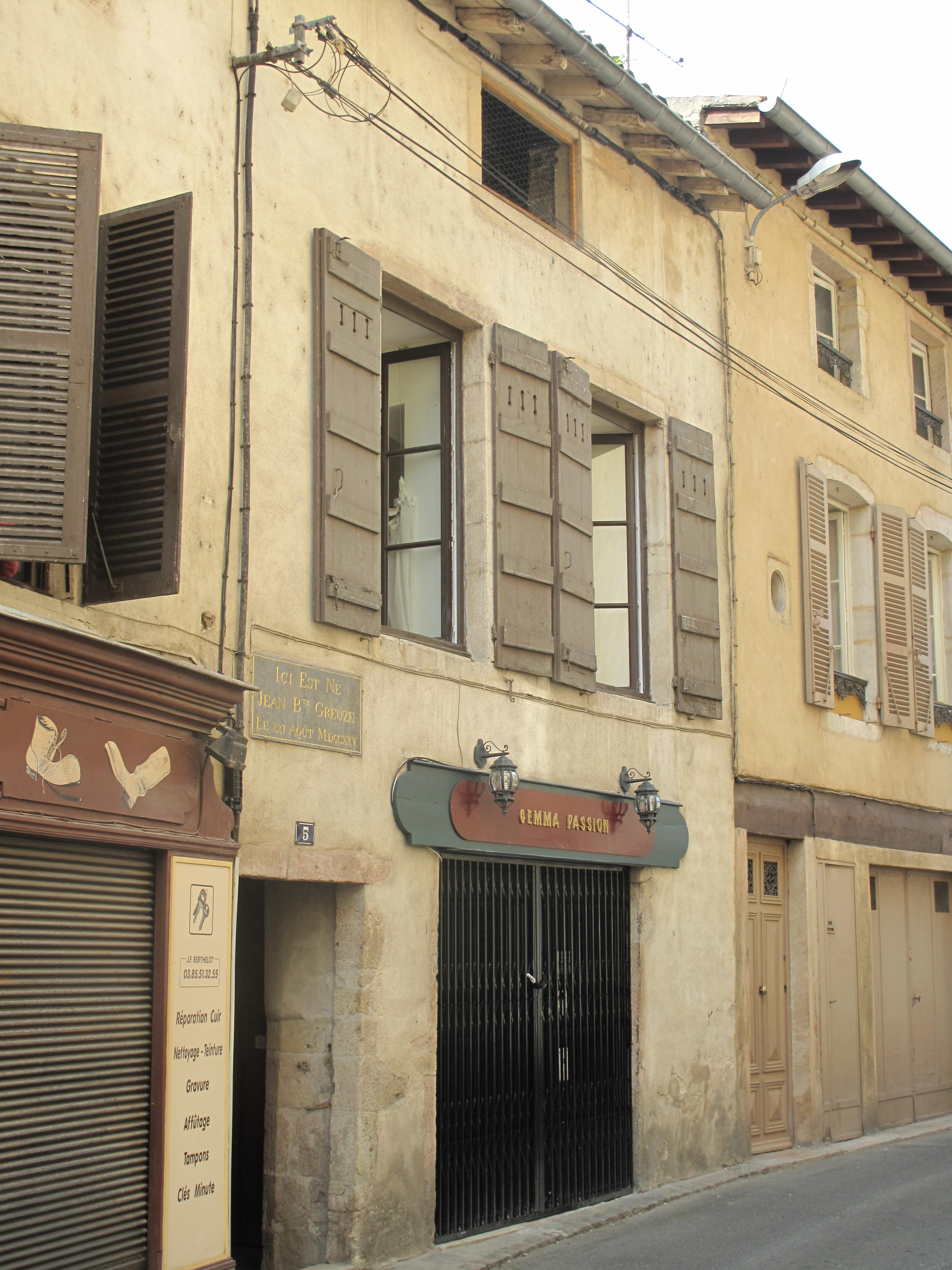
Greuzes Geburtshaus in Tournus

Greuze stammte aus einer kinderreichen Familie. Auf Wunsch des Vaters sollte er Architekt werden, doch nach langen Streitigkeiten konnte sich Greuze durchsetzen und durfte Maler werden. Er kam nach Lyon als Lehrling in das Atelier des Malers Charles Grandon.
Mit 25 Jahren wurde Greuze auf Empfehlung Grandons in Paris an der Académie royale de peinture et de sculpture als Schüler der angegliederten École Royale de Peinture et de Sculpture angenommen. Zum Großteil wurde er dort von Charles Joseph Natoire unterrichtet. Unter dessen Anleitung entstand 1755 das wohl berühmteste Frühwerk Greuzes, Familienvater, seinen Kindern die Bibel auslegend. Vergeblich versuchte er über Louis de Silvestre, den Zeichenlehrer bei Hofe, dort ebenfalls eine Anstellung zu bekommen.
Ende 1755 unternahm Greuze eine Studienreise nach Italien, um speziell die antiken Künstler zu studieren. Nach Aufenthalten in Florenz und Rom – beide Städte fand er nach eigenen Angaben uninteressant – ließ er sich für einige Monate in Neapel nieder. 1757 kehrte Greuze nach Paris zurück, wirkte dort als freischaffender Maler und heiratete einige Jahre später. Die spätere Malerin Anna Greuze war seine Tochter. Die Ehe wurde 1793 geschieden.

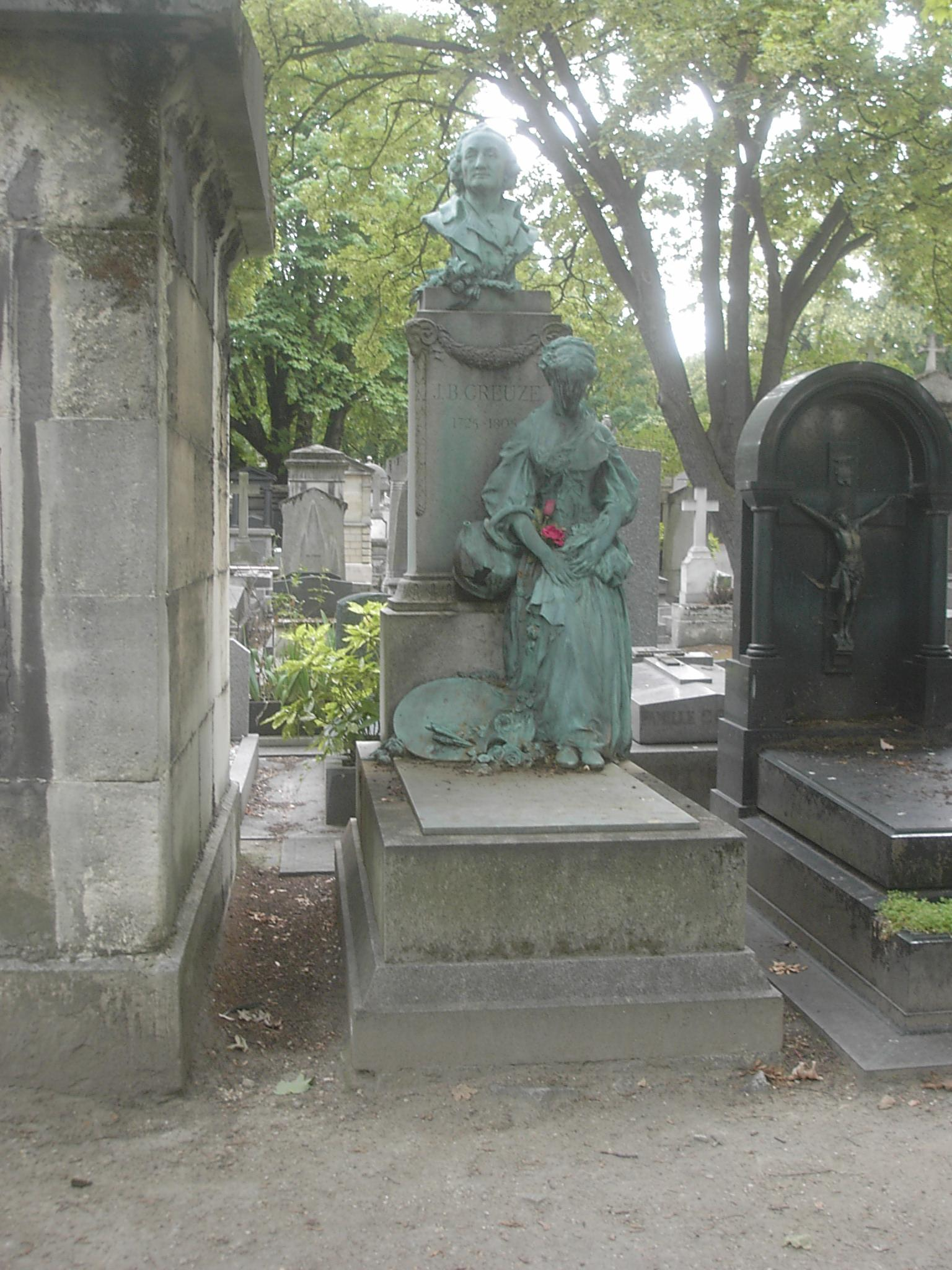
Greuzes Grab auf dem Cimetière de Montmartre in Paris

In seinem künstlerischen Schaffen noch ganz dem Rokoko verbunden, kam Greuze nun sehr schnell aus der Mode. Der Zenit seiner Karriere war schon überschritten, als er 1765 an der Ausstellung des Pariser Salons teilnahm und gleichzeitig in der Académie royale ausstellte. Für die Aufnahme in die Académie royale hatte er die Pflicht, eine Probearbeit (ein Bild zu einem bestimmten Thema) vorzulegen. Nach langem Anmahnen lieferte Greuze 1768 das gewünschte Bild ab und versah es mit dem ausführlichen Titel Der Kaiser Severus wirft seinem Sohn Caracalla vor, ihn in den Gebirgsengen habe ermorden lassen wollen und sagt zu ihm: Wenn du meinen Tod wünschst, so befiehl Papinian, mich mit diesem Schwert umzubringen. Nur wenige Wochen danach wurde Greuze endgültig als Vollmitglied in die Académie royale aufgenommen.
Wie viele andere seiner Zeitgenossen, hatte Greuze mit Assignaten spekuliert und das Wenige, das er hatte, verloren. Von der Französischen Revolution war Greuze anfangs begeistert, bis er durch die politischen Umstände alles Hab und Gut verlor. Zu dieser Zeit verdiente Greuze seinen Lebensunterhalt fast ausschließlich mit Mal- und Zeichenunterricht. Eine seiner bekanntesten Schülerinnen war Constance Mayer. Um 1800 wechselte diese in das Atelier von Pierre Paul Prud’hon, einem seiner ewigen Konkurrenten. 1804/05 versuchte Greuze vergeblich, mit dem Bild Der erste Konsul Napoleon sich der neuen Regierung anzudienen.
Im Alter von nahezu 80 Jahren starb der Maler Jean Baptiste Greuze am 21. März 1805 in bitterster Armut in Paris. Jacques Dumont und Jean Simon Berthelemy erwiesen ihm als einzige Freunde die letzte Ehre.
Obwohl Greuze von den Gedanken der Aufklärer Denis Diderots und Jean-Jacques Rousseaus begeistert war, blieb er in seinem ganzen künstlerischen Schaffen den Schilderungen des bürgerlichen Milieus verhaftet. Für seine Darstellungen junger Mädchen und Frauen war er bekannt; bei vielen saß ihm dafür seine Schülerin Constance Mayer Modell.
Er war Mitglied der Pariser Freimaurerloge Neuf Sœurs.

## Werke (Auswahl)
- Die schwankende Tugend
- Die Dorfhochzeit
- Des Vaters Fluch (das Gegenstück zum nächsten)
- Der reuevoll zurückkehrende Sohn
- Der zerbrochene Krug[4]
- Der undankbare Sohn
- Die geliebte Mutter
- Kleines Mädchen mit einem schwarzen Tuch um die Schultern
- Ein gichtbrüchiger Alter

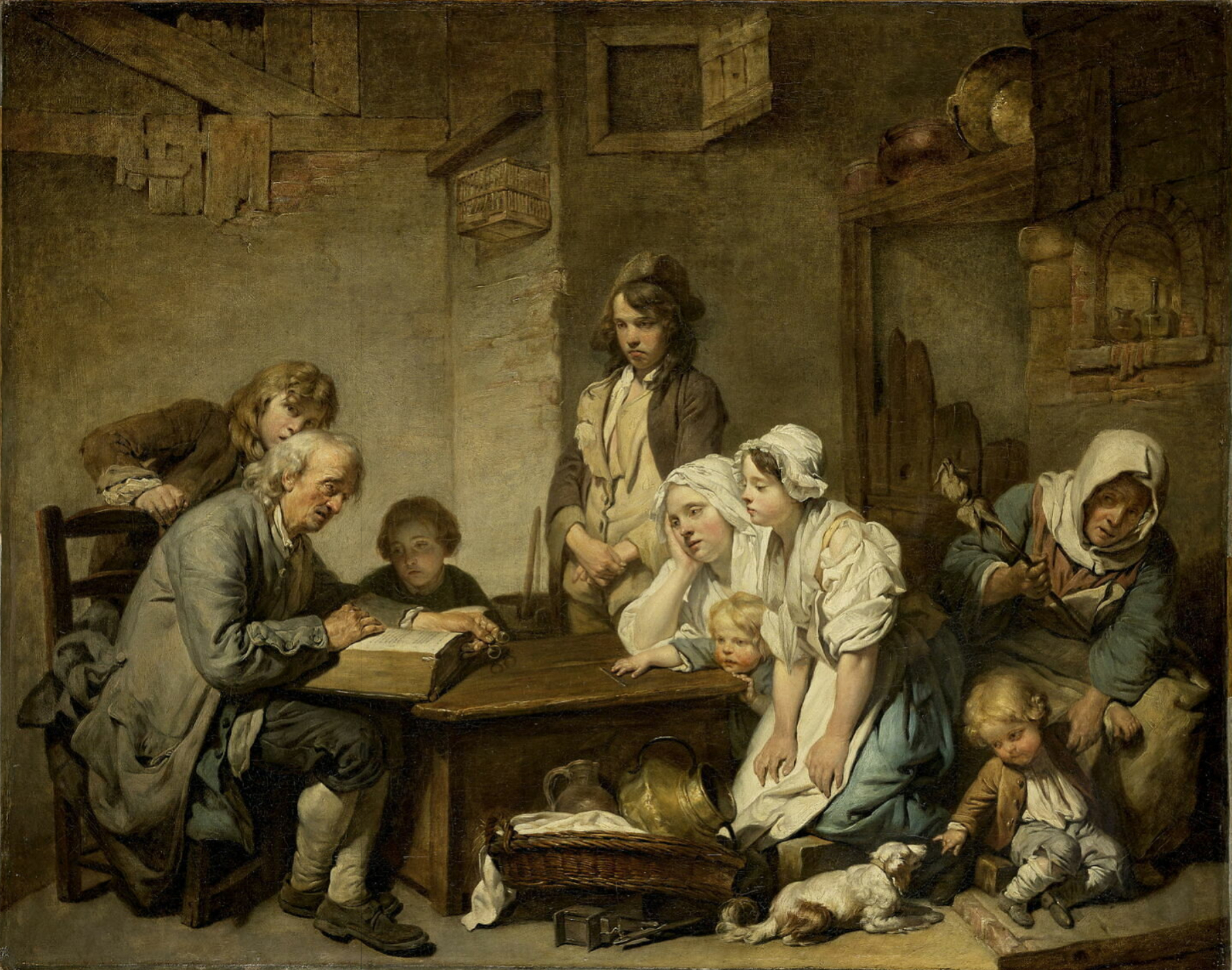
Familienvater, seinen Kindern die Bibel auslegend
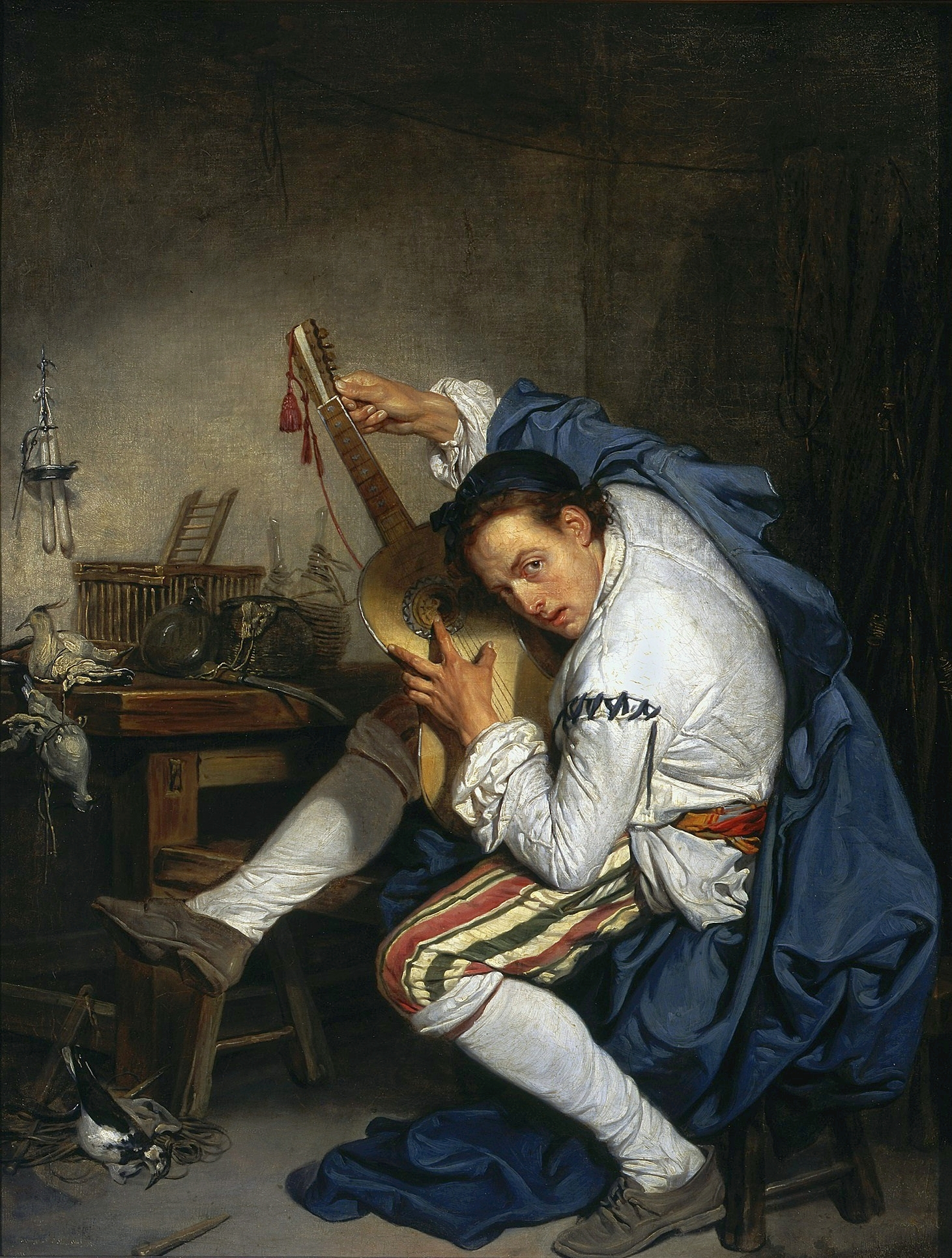
Der Kaiser Severus, seinen Sohn zur Rechenschaft ziehend
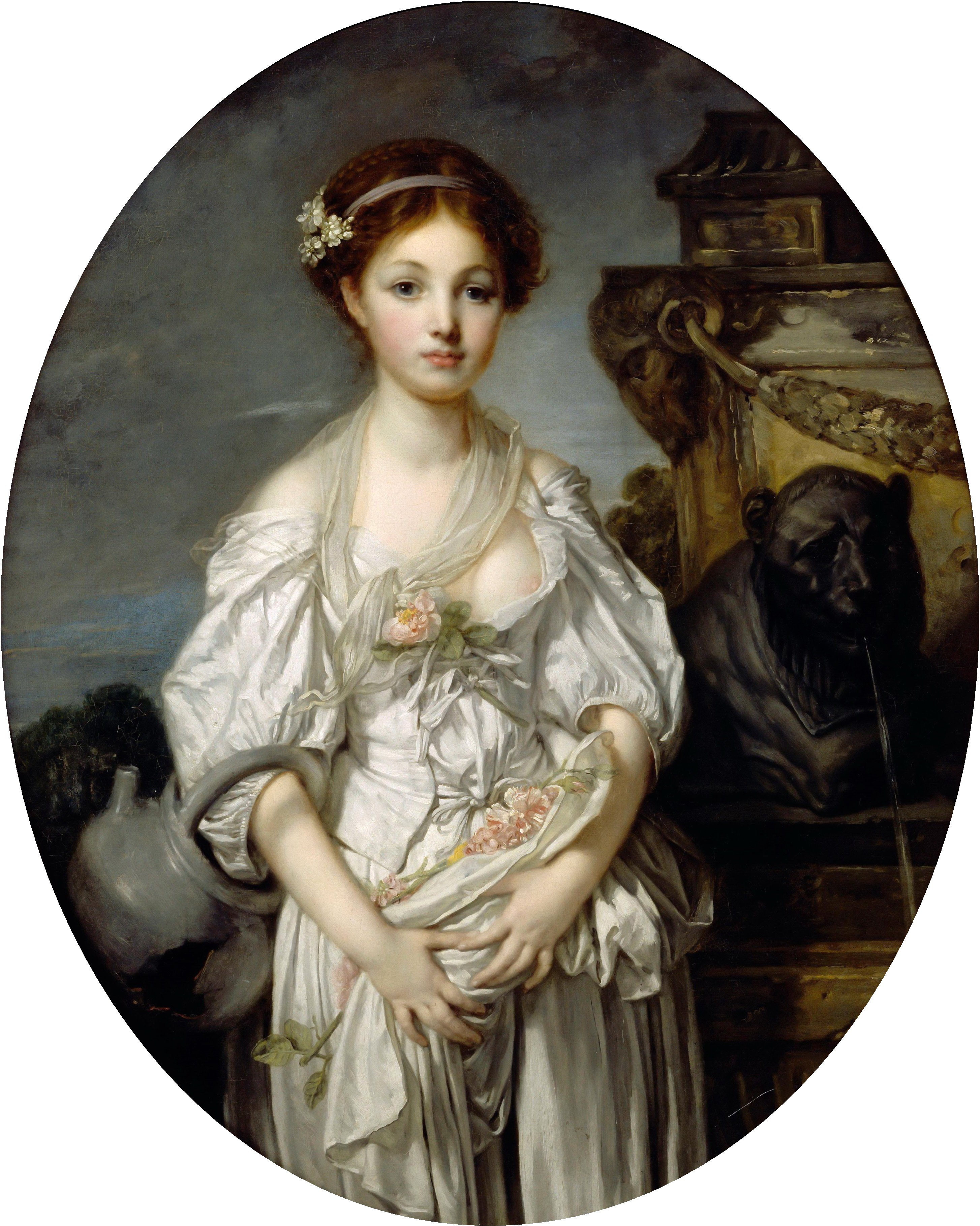
Der zerbrochene Krug, Oval
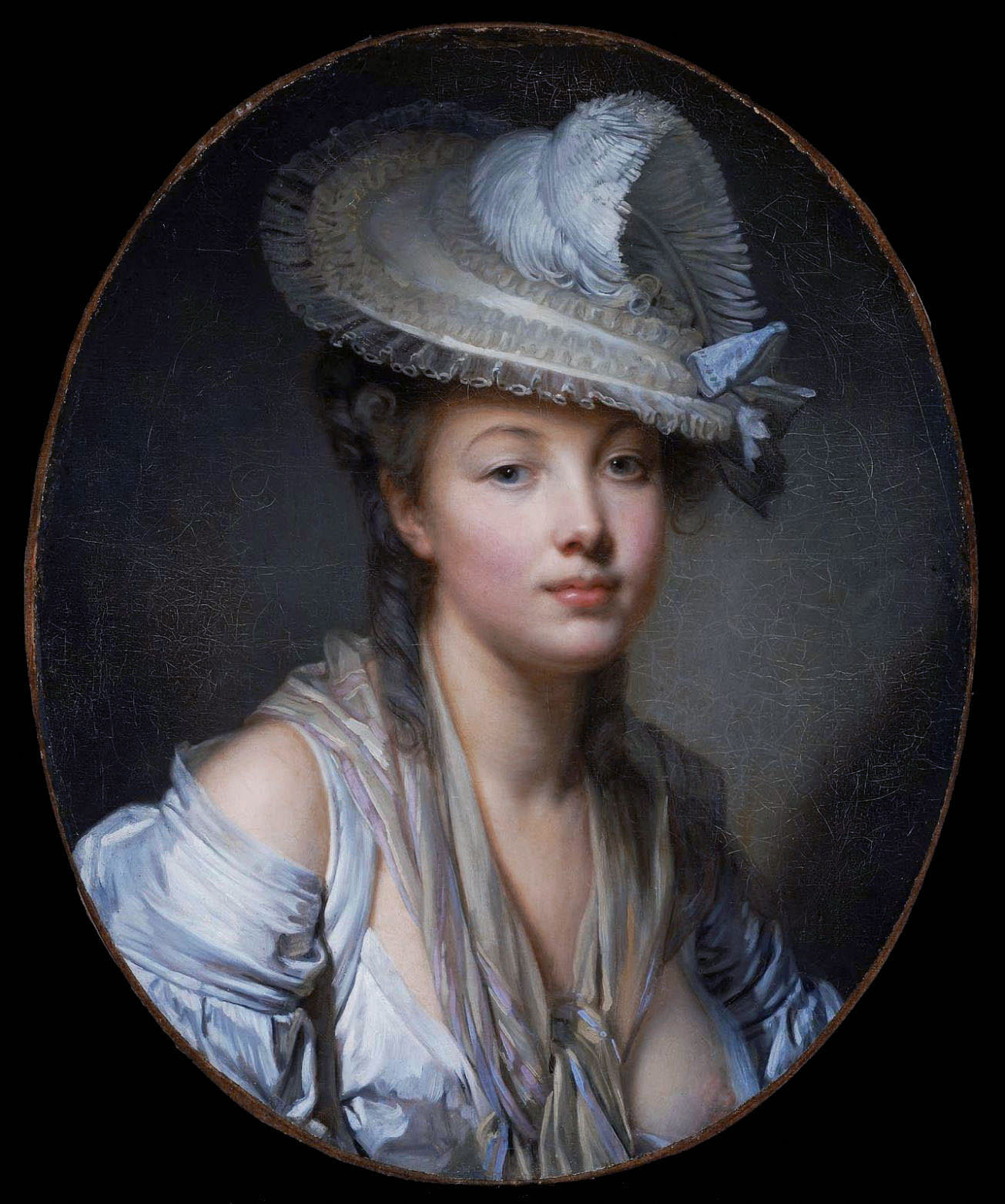
Der weiße Hut
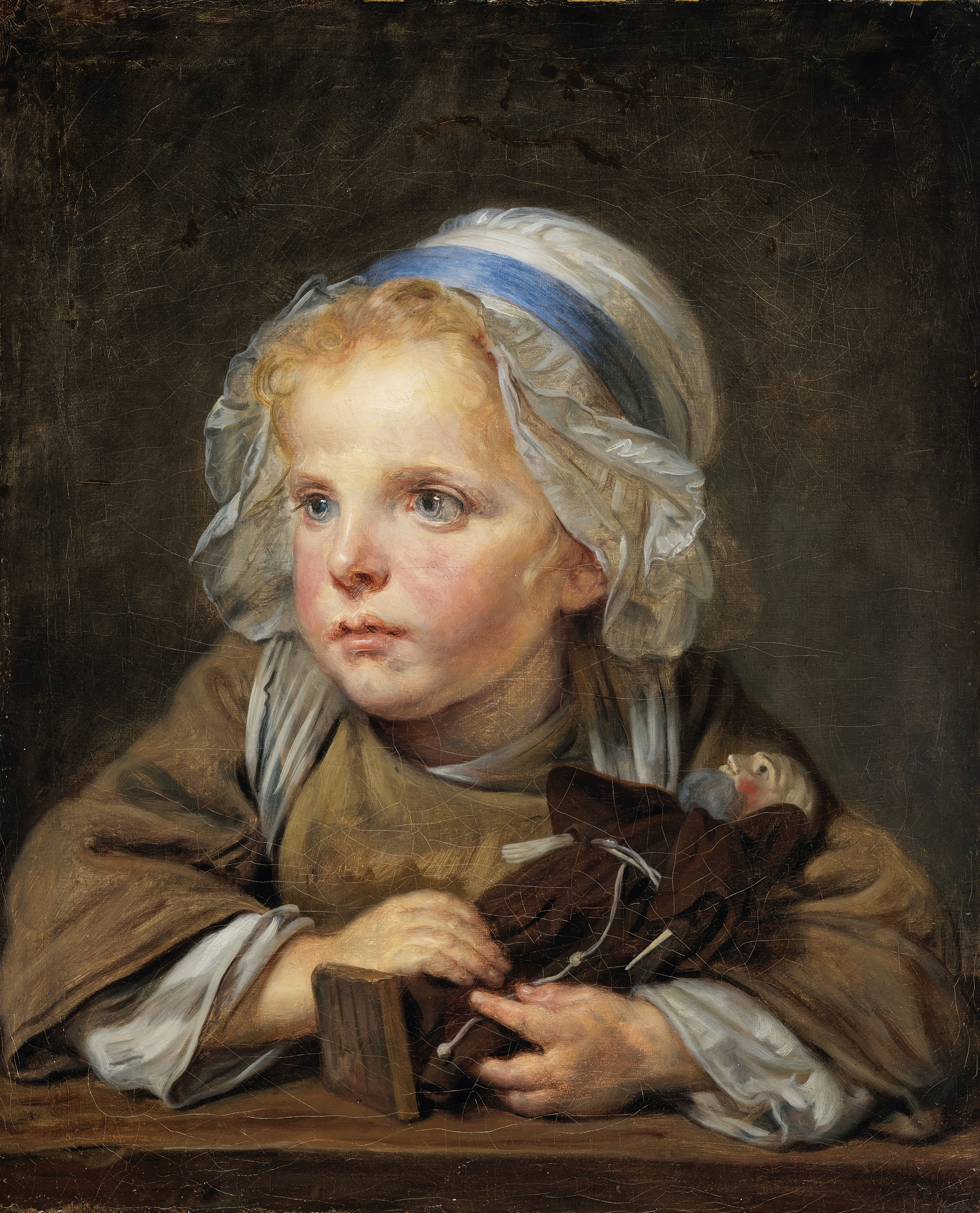
Die Kapuzinerpuppe
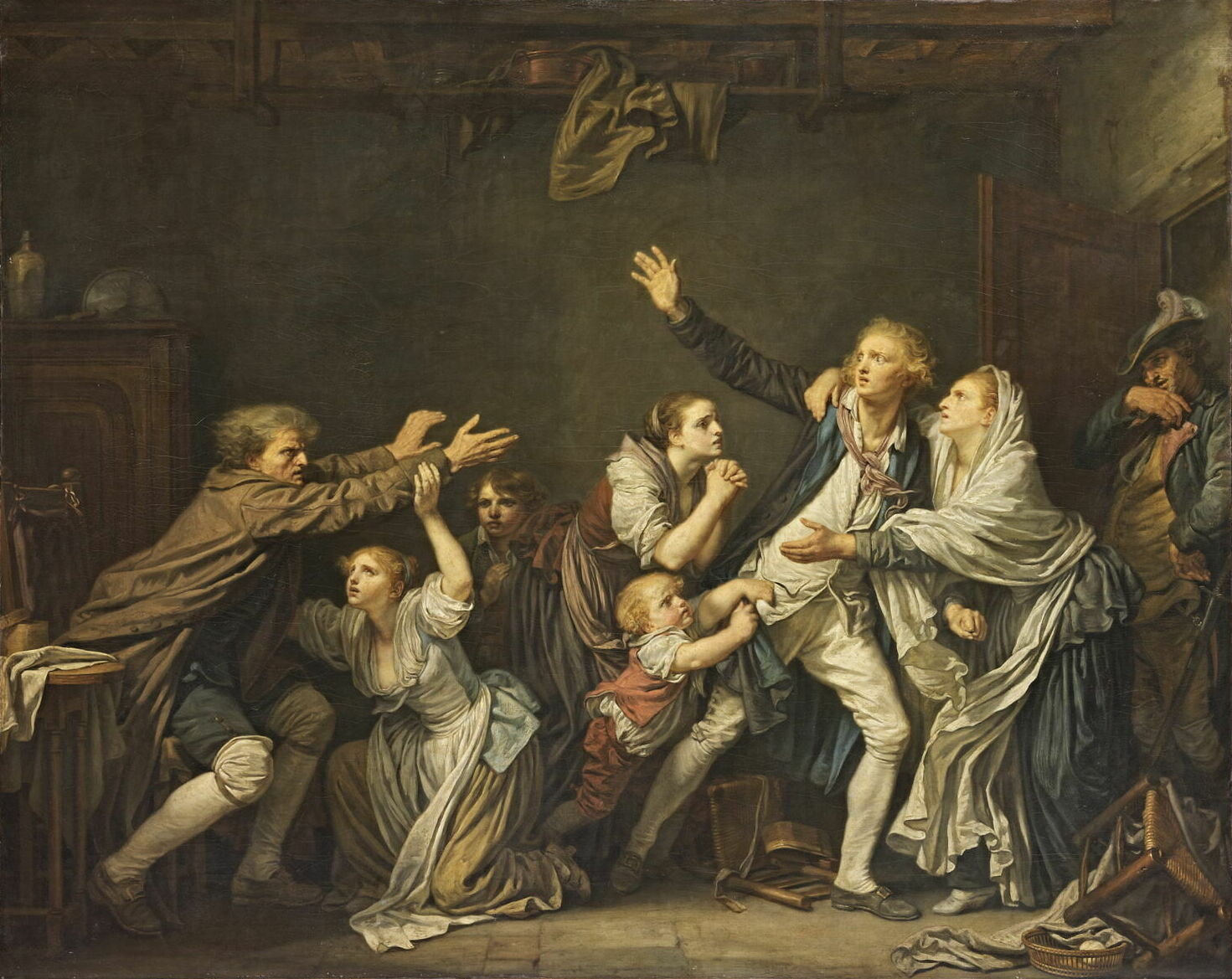
Der Fluch des Vaters: Der undankbare Sohn
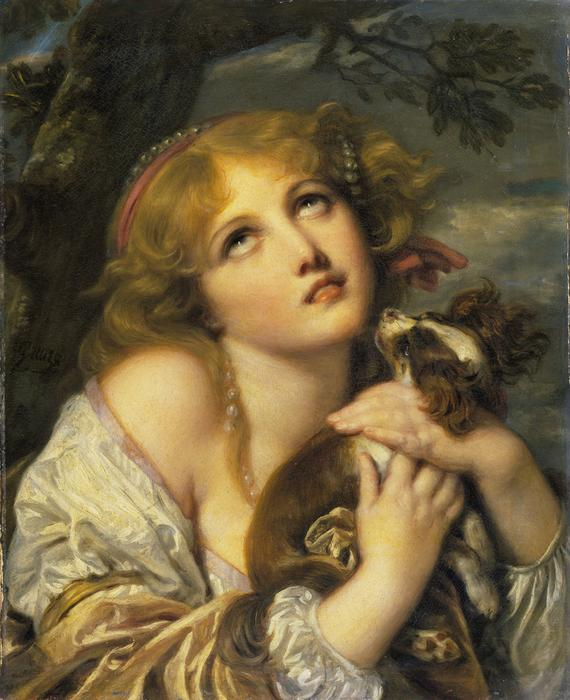
Das Souvenir

- Der tote Vogel

## Galerie
- Familienvater, seinen Kindern die Bibel auslegend
- Der Gitarrist
- Der zerbrochene Krug, Oval
- Der weiße Hut
- Die Kapuzinerpuppe
- Der Fluch des Vaters: Der undankbare Sohn
- Das Souvenir

## Trivia
Das Gesicht der Frau auf Greuzes Gemälde Das Souvenir wurde für das Albumcover des Erfolgsalbums Mellon Collie and the Infinite Sadness der Smashing Pumpkins verwendet.